# David O'Connor
David O'Connor (Washington D.C. 28 januari 1962) is een Amerikaans ruiter gespecialiseerd in eventing. O'Connor nam voor de eerste maal deel aan de Olympische Zomerspelen in zijn thuisland in 1996. Hierbij eindigde hij individueel als vijfde en in de landenwedstrijd won hij de zilveren medaille. Vier jaar later won hij individueel de olympische gouden medaille en de bronzen medaille in de landenwedstrijd. Twee jaar later tijdens de Wereldruiterspelen 2002 won O'Connor de wereldtitel in de landenwedstrijd

## Resultaten
- Wereldruiterspelen 1990 in Stockholm 35e individueel eventing met Wilton Fair
- Wereldruiterspelen 1990 in Stockholm 4e landenwedstrijd eventing met Wilton Fair
- Wereldruiterspelen 1994 in Den Haag 6e individueel eventing met On A Mission
- Olympische Zomerspelen 1996 in Atlanta 5e individueel eventing met Custom Made
- Olympische Zomerspelen 1996 in Atlanta  landenwedstrijd eventing met Giltedge
- Wereldruiterspelen 1998 in Rome 6e individueel eventing met Giltedge
- Wereldruiterspelen 1998 in Rome 4e landenwedstrijd eventing met Giltedge
- Olympische Zomerspelen 2000 in Sydney  individueel eventing met Custom Made
- Olympische Zomerspelen 2000 in Sydney  landenwedstrijd eventing met Custom Made
- Wereldruiterspelen 2002 in Jerez de la Frontera 10e individueel eventing met Giltedge
- Wereldruiterspelen 2002 in Jerez de la Frontera  landenwedstrijd eventing met Giltedge

1912: Axel Nordlander ·
1920: Helmer Mörner ·
1924: Dolf van der Voort van Zijp ·
1928: Charles Pahud de Mortanges ·
1932: Charles Pahud de Mortanges ·
1936: Ludwig Stubbendorf ·
1948: Bernard Chevallier ·
1952: Hans von Blixen-Finecke jr. ·
1956: Petrus Kastenman ·
1960: Lawrence Morgan ·
1964: Mauro Checcoli ·
1968: Jean-Jacques Guyon ·
1972: Richard Meade ·
1976: Edmund Coffin ·
1980: Euro Federico Roman ·
1984: Mark Todd ·
1988: Mark Todd ·
1992: Matt Ryan ·
1996: Blyth Tait ·
2000: David O'Connor ·
2004: Leslie Law ·
2008: Hinrich Romeike ·
2012: Michael Jung ·
2016: Michael Jung ·
2020: Julia Krajewski ·
2024: Michael Jung
- Library of Congress Control Number: n2003017114
- Virtual International Authority File: 58450020
- WorldCat: E39PBJdx9WhBy6wdbQmqWCk4bd